# Dialetos sichuaneses
O sichuanês (chinês simplificado: 四|川|话, chinês tradicional: 四|川|話; Pinyin Sichuanês: Si4cuan1hua4; pinyin: Sìchuānhuà, Wade–Giles: Szŭ4-ch'uan1-hua4), também chamado de mandarim sichuanês (chinês simplificado: 四川官话; chinês tradicional: 四川官話; pinyin: Sìchuān Guānhuà), é um ramo do mandarim do sudoeste falado principalmente em Sichuan e Chongqing, que fazia parte da província de Sichuan até 1997, e nas regiões adjacentes de suas províncias vizinhas, como Hubei, Guizhou, Yunnan, Hunan e Shaanxi. Embora "sichuanês" seja frequentemente sinônimo do dialeto Chengdu-Chongqing, ainda há uma grande diversidade entre os dialetos sichuaneses, alguns dos quais são mutuamente ininteligíveis entre si. Além disso, como o sichuanês é a língua franca em Sichuan, Chongqing e parte do Tibete, também é usado por muitos tibetanos, yi, qiang e outros grupos étnicos minoritários como segunda língua.
O sichuanês é mais semelhante ao chinês padrão do que às variedades do sudeste chinês, mas ainda é bastante divergente em fonologia, vocabulário e até gramática. O dialeto de Minjiang é especialmente difícil de ser compreendido pelos falantes de outros dialetos mandarim. O sichuanês pode ser dividido em vários dialetos: Chengdu – Chongqing, Minjiang, Renshou – Fushun e Ya'an – Shimian. O dialeto de Chengdu, capital da província de Sichuan e importante cidade central, é o dialeto mais representativo do mandarim do sudoeste e é amplamente utilizado na ópera de Sichuan e outras formas de arte da região.
O sichuanês moderno evoluiu devido a uma grande onda de imigração durante a dinastia Ming (1368–1644): muitos imigrantes, principalmente de Hunan, Hubei, Jiangxi e Guangdong, inundaram Sichuan trazendo consigo seus idiomas. A influência do sichuanês resultou em uma forma distinta de chinês padrão que é frequentemente confundido com o "verdadeiro" sichuanês. O sichuanês, falado por cerca de 120 milhões de pessoas, ficaria em décimo lugar entre as línguas por número de falantes (logo atrás do japonês) se contado como uma língua separada.

## Distribuição geográfica e dialetos
O sichuanês é falado principalmente dentro e ao redor da Bacia de Sichuan, que inclui quase toda a província de Sichuan e o município de Chongqing, exceto algumas áreas habitadas pelos tibetanos e pelos yi. Também é falado nas regiões fronteiriças das províncias vizinhas de Sichuan: norte de Yunnan e Guizhou, sul de Shaanxi e oeste de Hubei.
No entanto, é possível dividir o sichuanês em quatro subdialetos de acordo com a preservação ou distribuição do tom verificado do chinês médio: o dialeto de Minjiang (岷江小片), que preserva o tom verificado; o dialeto de Chengdu-Chongqing (成渝片), em que o tom verificado se fundiu com o tom do nível claro; o dialeto de Renshou-Fushun (仁富小片), que mescla o tom verificado com o tom de partida; e o dialeto de Ya'an-Shimian (雅棉小片), em que o tom verificado é mesclado com o tom de nível escuro.
Os dialetos Minjiang, Ya'an-Shimian e Renshou-Fushun são falados principalmente no sul e oeste de Sichuan, regiões nas quais os habitantes têm significativamente mais ascendência indígena sichuanesa do que os do norte e leste de Sichuan. Assim, esses dialetos são frequentemente chamados de Sichuanês Antigo, pois preservam muitas características do Bashu, a língua extinta anteriormente falada pelos primeiros chineses han sichuaneses. O dialeto Chengdu-Chongqing, em homenagem às duas maiores cidades da grande Sichuan, é falado em uma área contígua, principalmente no norte e no leste de Sichuan. É frequentemente referido como Sichuanês Novo porque exibe menos características da língua Bashu.

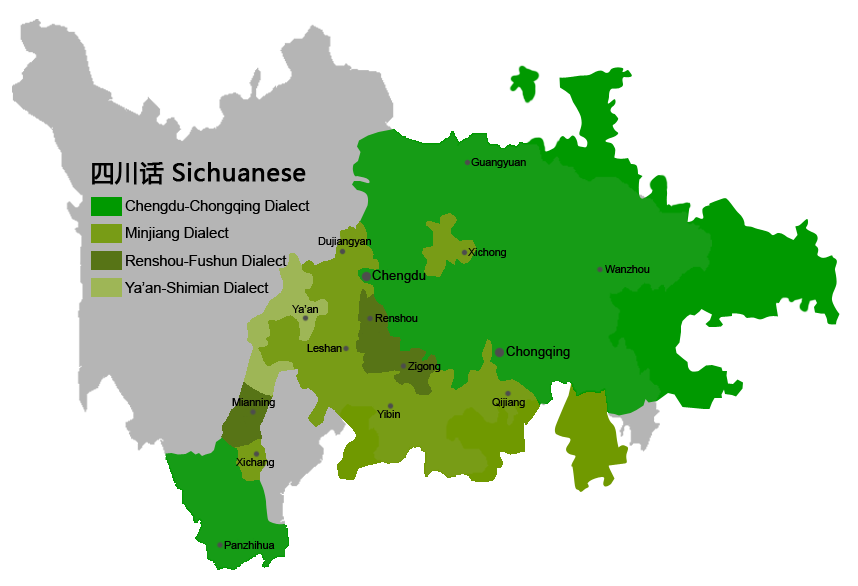
Mapa mostrando a localização dos dialetos sichuaneses

| Nome                      | Características                                | Áreas faladas |
| ------------------------- | ---------------------------------------------- | --- |
| Dialeto Chengdu-Chongqing | Tom inicial distribuído em tom de nível leve   | Norte e leste de Sichuan, a parte nordeste da planície de Chengdu, várias cidades ou condados no sudoeste de Sichuan (Panzhihua, Dechang, Yanyuan, Huili e Ningnan), sul de Shaanxi e oeste de Hubei. |
| Dialeto de Minjiang       | Tom inicial preservado                         | 44 cidades ou condados no vale do rio Minjiang ou ao longo do rio Yangtze no sul e oeste de Sichuan, Xichang, Xichong, Yanting, Shehong, norte de Yunnan e norte de Guizhou.                          |
| Dialeto Renshou-Fushun    | Tom inicial distribuído em tom final           | 8 cidades ou condados no vale do rio Tuo (Renshou, Jingyan, Weiyuan, Zigong, Rongxian, Fushun, Neijiang e Longchang), Junlian e Mianning.                                                             |
| Dialeto Ya'an-Shimian     | Tom inicial distribuído em tom de nível escuro | Ya'an (cidade com nível de prefeitura) em Sichuan Ocidental. |

## História
Como muitas das províncias do sul da China, Sichuan foi totalmente sinicizada no final da dinastia Tang. A variedade moderna de chinês falado na região formou-se há relativamente pouco tempo. No século XIII, a população de Sichuan caiu vertiginosamente, suspeitando-se que isso se devesse em parte a uma série de pragas e invasões mongóis. A população não se recuperou até ser reabastecida por migrações subsequentes de Hubei, bem como de falantes de Xiang, Gan e Hakka nos séculos seguintes. Essas variedades suplantaram em grande parte as variedades anteriores de chinês em Sichuan, conhecidas como chinês Ba–Shu ou Sichuanês Antigo. Assim como o chinês Min, o chinês Ba-Shu era diferente do Chinês Médio das dinastias Sui, Tang e Song, mas em vez disso era um grupo dialetal divergente descendente de forma independente do Chineses Antigo da dinastia Han, que formou um substrato que influenciou a formação do grupo dialetal moderno e ajuda a explicar a distinção do Sichuanês Moderno dentro do continuum dialetal do mandarim.

## Fonologia

### Tons
Existem cinco tons fonêmicos em sichuanês: tom de nível escuro, tom de nível claro, tom ascendente, tom de saída e tom de entrada (ou tom verificado). Em algumas regiões, o tom de entrada do sichuanês foi fundido em outro tom, que é muito diferente do mandarim padrão, cujo tom de entrada foi fundido irregularmente nos outros quatro tons. De acordo com a Fonologia do Dialeto de Sichuan (四川方言音系), entre todas as 150 cidades e condados de língua sichuanesa, 48 mantêm o tom de entrada, enquanto as outras 102 têm apenas quatro tons. Particularmente, em alguns subdialetos do dialeto de Minjiang (tal como o dialeto de Yingjing), o tom de partida desenvolveu-se em dois tons diferentes: um tom coloquial (que é semelhante ao segundo tom como uma característica de Ba-Shu: 平声似去) e um tom literário (que é o mesmo do dialeto de Chengdu).
Os contornos tonais dos dialetos sichuaneses são muito e notavelmente diferentes daqueles do mandarim de Pequim. Em sichuanês, o primeiro tom (tom de nível escuro) é um tom de alto nível (como Pequim), o segundo tom (tom de nível claro) é um tom baixo e descendente (a imagem espelhada de Pequim), o terceiro tom (tom crescente) é um tom descendente alto e o quarto tom (tom de partida) é um tom ascendente baixo ou médio (intercambiado em comparação com Pequim) e o quinto tom (tom de entrada) é médio ou alto se não estiver mesclado, conforme mostrado no gráfico abaixo.
| Sub-dialetos | 1º tom     | 2º tom  | 3º tom | 4º tom                               | 5º tom           |
| ------------ | ---------- | ------- | ------ | ------------------------------------ | ---------------- |
| Chengdu      | ˥ 55 ˦˥ 45 | ˨˩ 21   | ˥˧ 53  | ˨˩˧ 213                              | Fundido no 2º ˨˩ |
| Chongqing    | ˥ 55       | ˨˩ 21   | ˦˨ 42  | ˨˩˦ 214                              | Fundido no 2º ˨˩ |
| Leshan       | ˥ 55       | ˨˩ 21   | ˥˨ 52  | ˨˨˦ 224                              | ˧ 3 (marcado)    |
| Yingjing     | ˥ 45       | ˩˨˩ 121 | ˥˧ 53  | ˩ 11 (coloquial) ˨˩˧ 213 (literário) | ˧ 33             |
| Luzhou       | ˥ 55       | ˨˩ 21   | ˦˨ 42  | ˩˧ 13                                | ˧ 33             |
| Ya'an        | ˥ 55       | ˨˩ 21   | ˦˨ 42  | ˩˦ 14                                | Fundido no 1º ˥  |
| Zigong       | ˥ 55       | ˧˩ 31   | ˥˧ 53  | ˨˦ 24                                | Fundido no 4º ˨˦ |

Nas áreas que mantêm o tom de entrada, os cinco tons do sichuanês são quase idênticos aos valores de 5 dos 6 tons da língua indígena Qiang do Sul.

### Iniciais
Uma final, o restante da sílaba após a inicial, consiste em um deslizamento medial opcional, uma vogal e uma consoante final opcional. Há 36 finais no dialeto sichuanês de Chengdu. Não existem quatro finais sichuanesas em Pequim: [ɛ], [iai], [uɛ], e [yo]. Por outro lado, não existem três finais de Pequim em Sichuanês: [ɤ], [iŋ] e [əŋ].
A seguir está o inventário consonantal inicial do sichuanês, transcrito no Alfabeto Fonético Internacional, e sob cada símbolo IPA no inventário abaixo há a transcrição desse som em Pinyin Sichuanês e um caractere chinês usando essa inicial:
|           |          | Labial    | Coronal    | Alvéolo-palatino | Velar     |
| --------- | -------- | --------- | ---------- | ---------------- | --------- |
| Plosivo   | Simples  | /p/ b 贝  | /t/ d 得   |                  | /k/ g 古  |
| Plosivo   | Aspirado | /pʰ/ p 配 | /tʰ/ t 套  |                  | /kʰ/ k 可 |
| Africada  | Simples  |           | /ts/ z 早  | /tɕ/ j 价        |           |
| Africada  | Aspirado |           | /tsʰ/ c 草 | /tɕʰ/ q 巧       |           |
| Nasal     | Nasal    | /m/ m 没  | /n/ n 路   | /ɲ/ ȵ 你         | /ŋ/ ng 我 |
| Fricativa | Sem voz  | /f/ f 发  | /s/ s 是   | /ɕ/ x 小         | /x/ h 好  |
| Fricativa | Dublado  | /v/ v 五  | /z/ r 如   |                  |           |
| Zero      | Zero     | ∅ 儿      | ∅ 儿       | ∅ 儿             | ∅ 儿      |

### Finais
Uma final, o restante da sílaba após a inicial, consiste em um deslizamento medial opcional, uma vogal e uma consoante final opcional. Há 36 finais no dialeto sichuanês de Chengdu. Não existem quatro finais sichuanesas em Pequim: [ɛ], [iai], [uɛ], e [yo]. Por outro lado, não existem três finais de Pequim em sichuanês: [ɤ], [iŋ] e [əŋ].
A seguir está o inventário das finais sichuanesas, transcritas no Alfabeto Fonético Internacional, e sob cada símbolo IPA no inventário abaixo há a ortografia padrão desse som em Pinyin Sichuanês e um caractere chinês usando esse final:
|    | -Ø       | -Ø        | -Ø         | -Ø         | -Ø         | -i or -u     | -i or -u    | -i or -u     | -i or -u    | finais nasais | finais nasais | finais nasais | finais nasais |
| -- | -------- | --------- | ---------- | ---------- | ---------- | ------------ | ----------- | ------------ | ----------- | ------------- | ------------- | ------------- | ------------- |
| Ø- | /z̩/ i 日 | /ɚ/ er 二 | /a/ a 大   | /o/ o 我   | /ɛ/ e 黑   | /ai/ ai 街   | /ei/ ei 批  | /au/ ao 包   | /əu/ ou 走  | /an/ an 烦    | /ən/ en 樱    | /aŋ/ ang 帮   | /oŋ/ ong 亩   |
| i- | /i/ i 一 |           | /ia/ ia 牙 |            | /iɛ/ ie 叶 | /iai/ iai 介 |             | /iau/ iao 标 | /iəu/ iu 九 | /ian/ ian 变  | /in/ in 兵    | /iaŋ/ iang 量 |               |
| u- | /u/ u 五 |           | /ua/ ua 瓜 |            | /uɛ/ ue 国 | /uai/ uai 乖 | /uei/ ui 类 |              |             | /uan/ uan 段  | /uən/ un 春   | /uaŋ/ uang 光 |               |
| y- | /y/ ü 鱼 |           |            | /yo/ üo 药 | /ye/ üe 绝 |              |             |              |             | /yan/ üan 鲜  | /yn/ ün 泳    |               | /yoŋ/ iong 蓉 |

#### Vogais tensas para tom verificado
Há uma discrepância entre o Sichuanês Antigo e o Sichuanês Novo em termos de finais. No "antigo" dialeto de Minjiang, as consoantes oclusivas para sílabas de tom verificado no chinês médio desenvolveram-se em vogais tensas para criar um contraste fonêmico, e em várias cidades e condados as vogais tensas são seguidas por uma oclusiva glótica para enfatizar o contraste. Enquanto isso, o tom verificado desapareceu em outros dialetos sichuaneses. A tabela a seguir mostra as vogais tensas dos três subdialetos do dialeto de Minjiang, falados em Luzhou, Qionglai e Leshan, e também é apresentada uma comparação com outros dialetos sichuaneses.
| Exemplo | Minjiang | Minjiang | Minjiang | Ya'an–Shimian | Chengdu-Chongqing | Chengdu-Chongqing | Renshou–Fushun |
| Exemplo | Luzhou   | Qionglai | Leshan   | Luding        | Chengdu           | Chongqing         | Zigong         |
| ------- | -------- | -------- | -------- | ------------- | ----------------- | ----------------- | -------------- |
| 搭      | [æ]      | [æ]      | [æ]      | [a]           | [a]               | [a]               | [a]            |
| 说      | [ɵ]      | [ʊ]      | [ʊ]      | [o]           | [o]               | [o]               | [o]            |
| 黑      | [e]      | [æ]      | [e]      | [ɛ]           | [ɛ]               | [ɛ]               | [ɛ]            |
| 踢      | [ie]     | [ie]     | [ie]     | [i]           | [iɛ]              | [i]               | [i]            |
| 出      | [ɵ]      | [ʊ]      | [ʊ]      | [u]           | [u]               | [u]               | [u]            |
| 欲      | [yɵ]     | [yʊ]     | [yʊ]     | [y]           | [yo]              | [yu]              | [yi]           |
| 湿      | [ə]      | [ə]      | [ə]      | [z̩]           | [z̩]               | [z̩]               | [z̩]            |
| 掐      | [iæ]     | [iɐ]     | [iæ]     | [ia]          | [ia]              | [ia]              | [ia]           |
| 刮      | [uæ]     | [uɐ]     | [uæ]     | [ua]          | [ua]              | [ua]              | [ua]           |
| 铁      | [ie]     | [ie]     | [ie]     | [iɛ]          | [iɛ]              | [iɛ]              | [iɛ]           |
| 获      | [ɵ]      | [uæ]     | [æ]      | [uɛ]          | [uɛ]              | [uɛ]              | [ue]           |
| 阅      | [yɵ]     | [ye]     | [yʊ]     | [yɛ]          | [yɛ]              | [yɛ]              | [yɛ]           |
| 药      | [yɵ]     | [yʊ]     | [yʊ]     | [yo]          | [yo]              | [yo]              | [yo]           |

### Leituras literárias e coloquiais
A existência de leituras literárias e coloquiais (文白异读), é uma característica notável no sichuanês e em algumas outras variedades siníticas, como o cantonês ou o hokkien. Em sichuanês, as leituras coloquiais tendem a se assemelhar ao chinês Ba-Shu (Sichuanês Antigo) ou ao antigo mandarim do sul, enquanto as leituras literárias tendem a se assemelhar ao mandarim padrão moderno. Por exemplo, no dialeto Yaoling (摇铃话), a leitura coloquial de "物" (significa "coisas") é [væʔ], que é muito semelhante à pronúncia do chinês Ba-Shu na dinastia Song (960–1279). Enquanto isso, sua leitura literária, [voʔ], é relativamente semelhante à pronúncia padrão do mandarim [wu]. A tabela abaixo mostra alguns exemplos de caracteres chineses com leituras literárias e coloquiais em sichuanês.
| Exemplo | Leitura Coloquial | Leitura Literária | Significado | Pronúncia padrão do mandarim |
| ------- | ----------------- | ----------------- | ----------- | ---------------------------- |
| 在      | /tɛ˨˩˧/           | /tsai˨˩˧/         | no          | /tsai˥˩/                     |
| 提      | /tia˥/            | /tʰi˨˩/           | levantar    | /tʰi˧˥/                      |
| 去      | /tɕʰie˨˩˧/        | /tɕʰy˨˩˧/         | ir          | /tɕʰy˥˩/                     |
| 锯      | /kɛ/              | /tɕy˨˩˧/          | cortar      | /tɕy˥˩/                      |
| 下      | /xa˨˩˧/           | /ɕia˨˩˧/          | abaixo      | /ɕia˥˩/                      |
| 横      | /xuan˨˩/          | /xuən˨˩/          | entre       | /xəŋ˧˥/                      |
| 严      | /ŋan/             | /ȵian/            | estrito     | /iɛn˧˥/                      |
| 鼠      | /suei/            | /su˥˧/            | rato        | /ʂu˨˩˦/                      |
| 大      | /tʰai/            | /ta˨˩˧/           | grande      | /ta˥˩/                       |
| 主      | /toŋ/             | /tsu˥˧/           | mestro      | /tʂu˨˩˦/                     |

## Vocabulário
Apenas 47,8% do vocabulário sichuanês é comum com o dialeto de Pequim no qual o chinês padrão se baseia; na verdade, o sichuanês compartilha mais vocabulário com as variedades Xiang e Gan do chinês, embora o sichuanês seja geralmente classificado como um dialeto do mandarim.
O vocabulário do sichuanês tem três origens principais: Ba-Shu (ou Sichuanês Antigo), Chinês Médio e as línguas dos imigrantes, incluindo o Proto-Mandarim de Hubei, Xiang, Gan e Hakka, que foram trazidos para Sichuan durante as dinastias Ming e Qing. Recentemente, muitos empréstimos foram introduzidos no sichuanês a partir do mandarim e do inglês padrão. Entretanto, novas palavras sichuanesas estão a desenvolver-se nas grandes cidades, como Chengdu e Chongqing, que depois se espalham a uma velocidade dramática por Sichuan. "雄起" (xiong 2 qi 3) (que significa "animar alguém") é um exemplo típico de uma nova palavra sichuanesa, equivalente a "加油" (jiāyóu) em mandarim padrão. "耙耳朵" (Pá ěr duo) é uma palavra exclusiva do sichuanês, que significa "maridos dominados". Um equivalente padrão em mandarim de "耙耳朵" é "妻管严" (qī guǎn yán). O protótipo de "耙耳朵" vem de uma espécie de bicicleta com "orelhas" em Chengdu, que foi inventada por homens em Chengdu para fazer suas esposas sentarem-se mais confortavelmente. Ainda existem algumas dessas bicicletas nas ruas de Chengdu.

### Relação com outras línguas chinesas
O dialeto de Chengdu é geralmente considerado um representante do sichuanês. O sichuanês compartilha o vocabulário mais semelhante com o yunnanês, um dialeto do mandarim do sudoeste falado na província vizinha. No entanto, a relação entre os dialetos sichuaneses e mandarins do norte, incluindo a língua padrão, é mais fraca do que a relação entre Xiang e Gan.
Em termos de vocabulário, o sichuanês tem a segunda relação mais próxima com a língua Xiang. As duas variedades compartilham um grande número de palavras exclusivamente únicas. Isto ocorre principalmente porque muitos imigrantes de língua Xiang de Hunan se mudaram para Sichuan durante a grande onda de imigração durante as dinastias Ming e Qing, então Xiang não tem uma relação tão próxima com outras variedades de chinês do sudoeste, como as faladas em Yunnan, Guangxi ou Hubei. Por exemplo, tanto em Sichuanês quanto em Xiang, o verbo "agachar" é "跍" (gu1) mas "蹲" (dūn) no mandarim padrão, o substantivo "cozinha" é "灶屋" (zao4vu2) mas "厨房"(chúfáng) no padrão, e o adjetivo "grosso" é "酽" (ȵian4) mas "浓"(nong) no padrão. Além disso, o vocabulário sichuanês também contém palavras do Xiang Antigo e do Xiang Médio, como "謱謰" (desleixado), "革" (velho) e "崽" (filho).
| Classificação | Línguas chinesas              | Dialeto principal | Porcentagem do mesmo vocabulário com sichuanês |
| ------------- | ----------------------------- | ----------------- | ---------------------------------------------- |
| 1             | Mandarim do Sudoeste-Yunnanês | Kunming           | 58,3%                                          |
| 2             | Xiang                         | Changsha          | 54,9%                                          |
| 3             | Mandarim Jianghuai            | Yangzhou          | 52,7%                                          |
| 4             | Gan                           | Nanchang          | 49,4%                                          |
| 5             | Mandarim do Norte             | Pequim            | 47,8%                                          |
| 6             | Wu                            | Suzhou            | 36,4%                                          |
| 7             | Yue                           | Cantão            | 27,4%                                          |
| 8             | Hacá                          | Meixian           | 27,2%                                          |
| 9             | Min                           | Xiamen            | 20,2%                                          |

## Status
O sichuanês moderno evoluiu devido a uma grande onda de imigração durante a dinastia Ming (1368–1644): muitos imigrantes, principalmente de Hunan, Hubei, Jiangxi e Guangdong, inundaram Sichuan trazendo consigo seus idiomas. A influência do sichuanês resultou em uma forma distinta de chinês padrão que é frequentemente confundido com o "verdadeiro" sichuanês. O sichuanês, falado por cerca de 120 milhões de pessoas, ficaria em décimo lugar entre as línguas por número de falantes (logo atrás do japonês) se contado como uma língua separada.